# 702

## Догађаји
- Арапско освајање Јерменије: Избија велика јерменска побуна против муслиманске власти, уз подршку Византије.
- Муслимани-Арапи под Мусом ибн Нусаиром освајају Тангер и Соус, преузимајући контролу над целим Мароком.
- Етиопски (аксумски) јуришници заузимају луку Џеда (модерна Саудијска Арабија).
- 20. фебруар — Кʼиницх Кан Бахлам, владар мајанске државе Паленке, умире након 18-годишње владавине. Наследио га је брат Кʼиницх Кʼан Јои Читам.
- Берхтвалд, надбискуп од Кентерберија, позива Сабор Остерфилда да одлучи о правима Вилфрида, некадашњег бискупа Јорка. Нуди му се опатија Рипон ако се одрекне својих претензија као бискупа. Вилфрид одбија ову понуду и апелује на Рим.